# Episodi de I mostri vent'anni dopo (prima stagione)
La prima stagione della serie televisiva I mostri vent'anni dopo è stata trasmessa in anteprima negli Stati Uniti d'America in syndication tra l'8 ottobre 1988 e il 3 giugno 1989.
| nº | Titolo originale                  | Titolo italiano | Prima TV USA     | Prima TV Italia |
| -- | --------------------------------- | --------------- | ---------------- | --------------- |
| 1  | Vampire Pie                       |                 | 8 ottobre 1988   |                 |
| 2  | A Little Russian Dressing         |                 | 15 ottobre 1988  |                 |
| 3  | Flyweight Champion of the World   |                 | 22 ottobre 1988  |                 |
| 4  | Magna Cum Munsters                |                 | 29 ottobre 1988  |                 |
| 5  | Designing Munsters                |                 | 5 novembre 1988  |                 |
| 6  | Farewell Grandpa                  |                 | 12 novembre 1988 |                 |
| 7  | Corporate Munsters                |                 | 19 novembre 1988 |                 |
| 8  | Herman the Astronaut              |                 | 26 novembre 1988 |                 |
| 9  | Rock Fever                        |                 | 3 dicembre 1988  |                 |
| 10 | Professor Grandpa                 |                 | 10 dicembre 1988 |                 |
| 11 | Say Ah!                           |                 | 17 dicembre 1988 |                 |
| 12 | A Hero Ain't Nothin' But a Cereal |                 | 28 gennaio 1989  |                 |
| 13 | Computer Mating                   |                 | 4 febbraio 1989  |                 |
| 14 | McMunsters                        |                 | 11 febbraio 1989 |                 |
| 15 | One Flu Over the Munsters' Nest   |                 | 18 febbraio 1989 |                 |
| 16 | Green Eyed Munsters               |                 | 25 febbraio 1989 |                 |
| 17 | The Not So Great Escape           |                 | 4 marzo 1989     |                 |
| 18 | Two Left Feet                     |                 | 11 marzo 1989    |                 |
| 19 | Lights, Camera, Munsters          |                 | 29 aprile 1989   |                 |
| 20 | Neighborly Munsters               |                 | 6 maggio 1989    |                 |
| 21 | Munster Hoopsters                 |                 | 13 maggio 1989   |                 |
| 22 | Don't Cry Wolfman                 |                 | 20 maggio 1989   |                 |
| 23 | The Howling                       |                 | 27 maggio 1989   |                 |
| 24 | Eau de Munster                    |                 | 3 giugno 1989    |                 |